# Takahisa Fujinami
Takahisa Fujinami (japonès: 藤波貴久)  (Yokkaichi, 13 de gener de 1980) és un antic pilot de trial japonès, Campió del Món el 2004 i un dels pilots amb una trajectòria esportiva més llarga i reeixida. Enquadrat de sempre a l'equip oficial Montesa-HRC (on fou company de Toni Bou durant anys), Fujinami viu a Catalunya de fa temps: el 1999 s'establí a Navàs (Bages) i des del 2002 resideix amb la seva família a la població empordanesa de Torroella de Montgrí.
A finals de la temporada del 2021, Fujinami va anunciar la seva retirada definitiva de les competicions. Pocs mesos després, al desembre, s'anuncià que el japonès ocuparia el càrrec de director de l'equip oficial de Montesa al mundial de trial, en haver quedat vacant quan Miquel Cirera va deixar l'empresa.

## Resum biogràfic
Ja de ben petit va començar a triomfar en el trial en bicicleta, guanyant el Campionat del Món de trialsín en categoria Poussin el 1990, a 10 anys. L'any següent va canviar al trial en motocicleta i ja guanyà la seva primera prova en categories infantils.
A partir d'aleshores va començar una carrera plena d'èxits, aconseguint fites com ara el 1995, en què a només quinze anys fou el Campió del Japó més jove de la història, o el 1997, en què a disset anys fou el pilot més jove a haver guanyat mai una prova del Campionat del Món de trial, concretament el GP d'Alemanya.
Quan finalment va guanyar el seu títol de Campió del Món, el 2004, el va dedicar a un amic seu corredor de MotoGP, Daijiro Kato, mort el 2003 en una cursa al Circuit de Suzuka: «Abans i després de cada cursa penso en ell. Tinc el seu número de dorsal, el 74, gravat al meu casc. Aquest Campionat del Món li pertany a ell, el meu amic».

### "Fujigas"
El 1996 Fujinami va debutar al Campionat del Món de trial, corrent-ne el primer Gran Premi de la temporada a Navacerrada (Espanya). En una de les zones calia franquejar un gran mur, sense que cap dels millors pilots ho hagués aconseguit fins que li va tocar a ell, un pilot aleshores pràcticament desconegut. Fujinami va accelerar, gas a fons, saltant a la zona i superant l'alt mur amb tanta empenta que fins i tot va anar a parar més amunt del que calia. Des d'aleshores els afeccionats començaren a anomenar-lo Fujigas, per la manera extraordinària com li "donava gas" a la moto.

### L'equip de suport

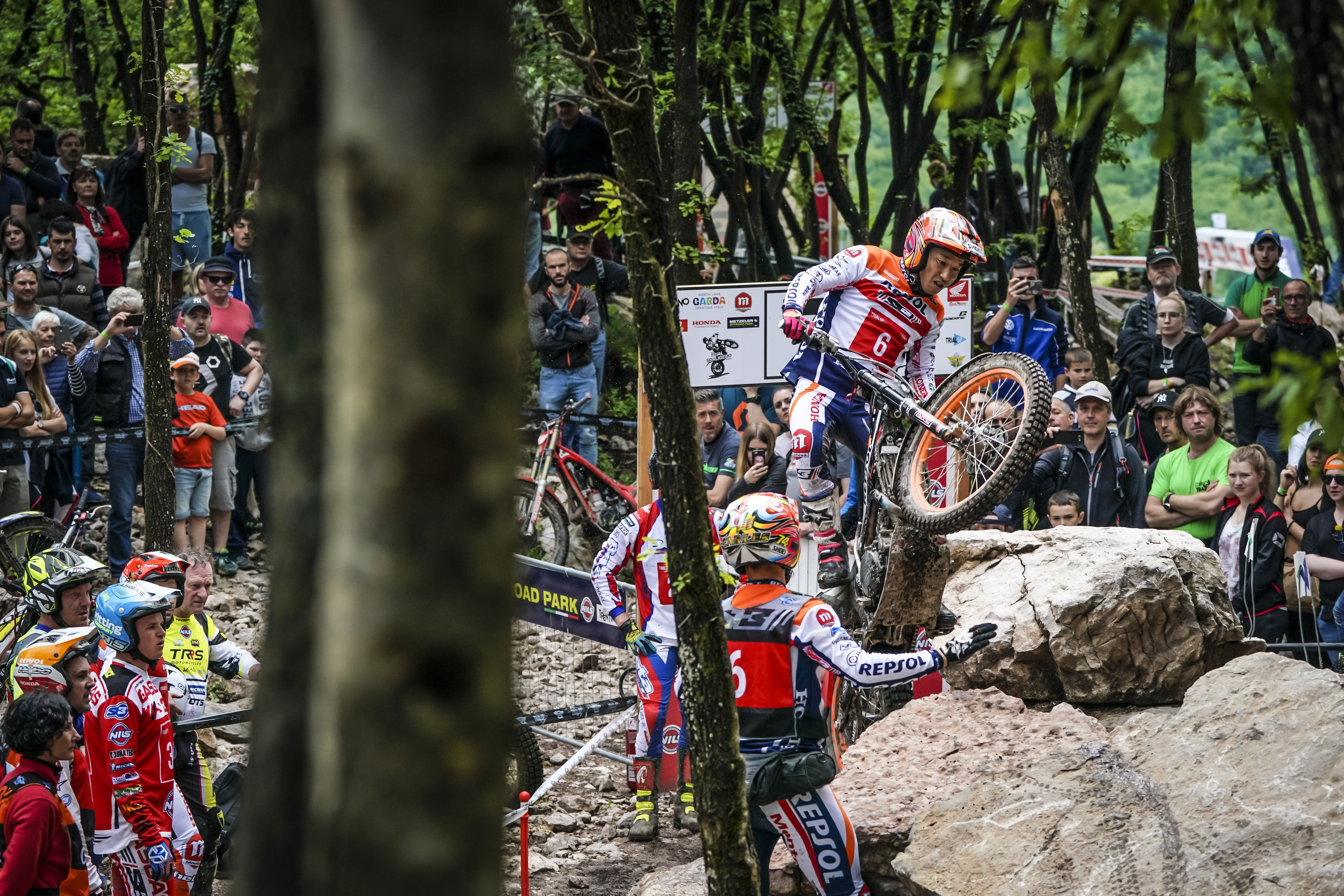
Fujinami en un trial a Itàlia el 2019

Després d'haver competit amb Honda fins al 2005, entrà a formar part de l'equip Montesa-HRC l'any 2006. L'equip el dirigia Miquel Cirera, històric pilot de trial que destacà al Campionat d'Espanya de trial durant els anys 70 i que ja havia estat donant suport a Fujinami des que el japonès va debutar al mundial.
El motxiller de Fujinami era el torroellenc Josep Banyeres, qui entrà a l'equip l'any 2000 a petició del japonès, després d'haver estat el motxiller de Marc Colomer durant anys. La relació entre motxiller i pilot és molt bona, atès que tots dos resideixen al mateix poble. De fet, Fujinami és molt popular a Torroella i té un bon coneixement del català (com a anècdota, diu haver-se comprat un diccionari Japonès-Català degut a alguns dubtes que té a l'hora de parlar amb la seva filla, que domina per igual totes dues llengües). El segon motxiller del japonès era Carles Barneda (qui abans ho havia estat de Fumitaka Nozaki i de Jeroni Fajardo). Altres membres de l'equip de Fujinami eren el seu mecànic Àlex Hervàs i el seu preparador físic, Dani Sunyé, antic entrenador de Sete Gibernau.

## Palmarès

### Trialsín
| Any  | Categoria | C. del Món |
| ---- | --------- | ---------- |
| 1989 | Poussin   | 3r         |
| 1990 | Poussin   | 1r         |

### Trial

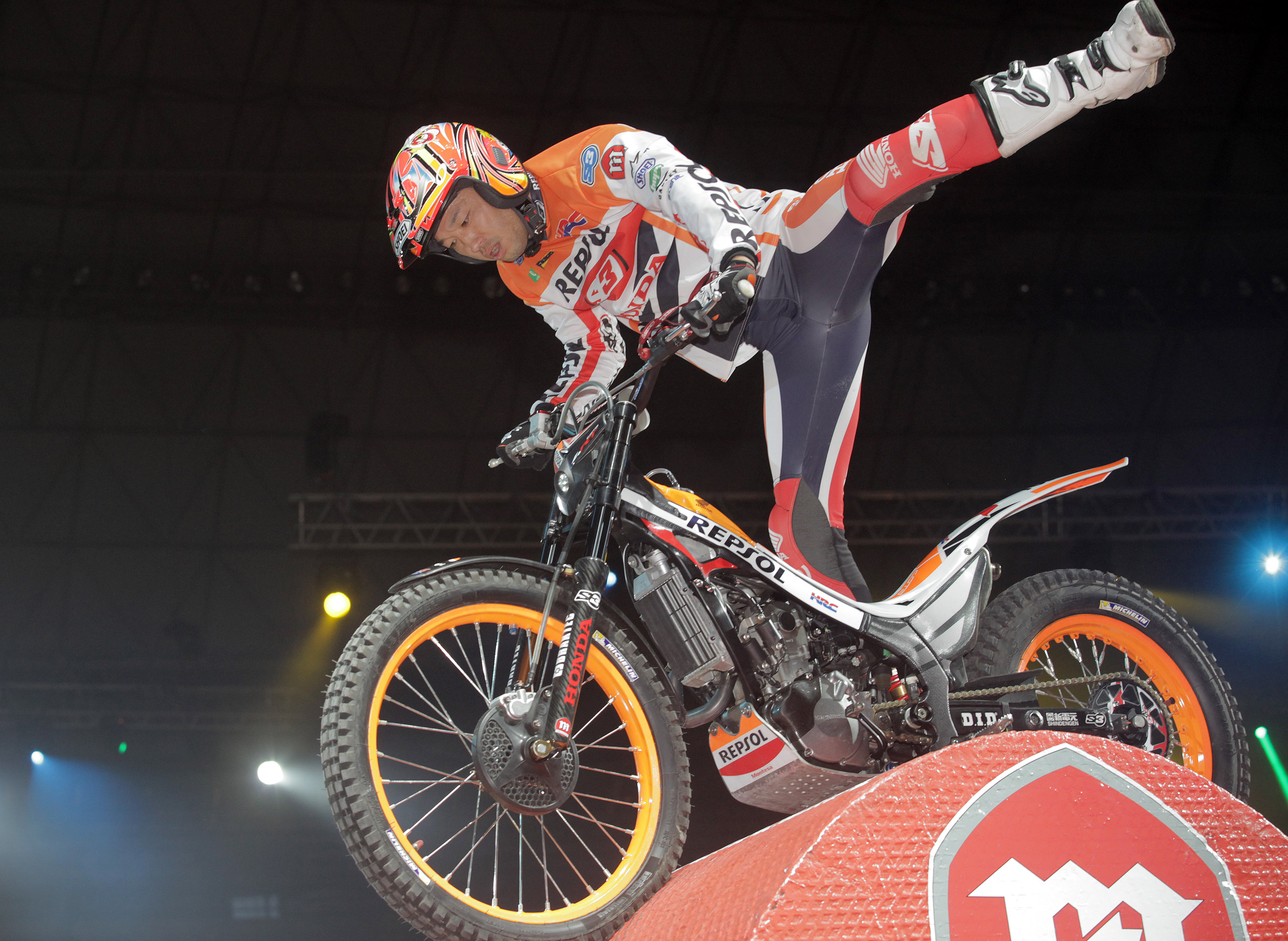
Fujinami al Trial Indoor de Barcelona del 2017

| Any  | Motocicleta | C. del Món outdoor | C. del Món indoor | C. del Japó                 |
| ---- | ----------- | ------------------ | ----------------- | --------------------------- |
| 1991 | ?           | -                  | -                 | -                           |
| 1992 | ?           | -                  | -                 | 1r (Classe A nacional)      |
| 1993 | ?           | -                  | -                 | 2n (Classe B internacional) |
| 1994 | ?           | -                  | -                 | 3r (Classe A internacional) |
| 1995 | Beta        | -                  | -                 | 1r (Campió absolut)         |
| 1996 | Honda       | 7è                 | -                 | 4t                          |
| 1997 | Honda       | 4t                 | -                 | 2n                          |
| 1998 | Honda       | 5è                 | 8è                | 1r                          |
| 1999 | Honda       | 2n                 | 9è                | 1r                          |
| 2000 | Honda       | 2n                 | 5è                | 1r                          |
| 2001 | Honda       | 2n                 | 6è                | 1r                          |
| 2002 | Honda       | 2n                 | 6è                | 5è                          |
| 2003 | Honda       | 2n                 | 5è                | 10è                         |

| Any  | Motocicleta | C. del Món outdoor | C. del Món indoor |
| ---- | ----------- | ------------------ | ----------------- |
| 2004 | Honda       | 1r                 | 2n                |
| 2005 | Honda       | 2n                 | 5è                |
| 2006 | Montesa-HRC | 2n                 | 5è                |
| 2007 | Montesa-HRC | 3r                 | 4t                |
| 2008 | Montesa-HRC | 3r                 | 4t                |
| 2009 | Montesa-HRC | 3r                 | 4t                |
| 2010 | Montesa-HRC | 3r                 | 6è                |
| 2011 | Montesa-HRC | 3r                 | 5è                |
| 2012 | Montesa-HRC | 5è                 | 4t                |
| 2013 | Montesa-HRC | 5è                 | 5è                |
| 2014 | Montesa-HRC | 5è                 | 6è                |
| 2015 | Montesa-HRC | 5è                 | -                 |
| 2016 | Montesa-HRC | 3r                 | 5è                |
| 2017 | Montesa-HRC | 5è                 | 5è                |
| 2018 | Montesa-HRC | 6è                 | 8è                |
| 2019 | Montesa-HRC | 3r                 | 7è                |
| 2020 | Montesa-HRC | 7è                 | -                 |
| 2021 | Montesa-HRC | 6è                 | -                 |

Notes
1. ↑  Guanya la seva primera prova
2. ↑  En guanya totes les proves
3. ↑  El Campió del Japó més jove de la història (15 anys)
4. ↑  Només en corre alguna prova. Debuta al Mundial, essent-ne el pilot més jove (16 anys)
5. ↑  Primera victòria en GP (Alemanya), essent el pilot més jove de la història a aconseguir-ho (17 anys)
6. ↑  Grand Slam, guanyador de totes les curses del C. del Japó
7. ↑  3 victòries en 4 curses al C. del Japó
8. ↑  3r al C. d'Espanya. Corre i guanya una sola cursa al C. del Japó.
9. ↑  Guanya 6 curses del Mundial
10. ↑  Debut de la Honda RTL250F
11. ↑  Lesió al dit i malaltia a la pre-temporada
12. ↑  2n al Trial de les Nacions amb la selecció japonesa

## Resultats al Mundial de trial
Font:
A 1 de gener de 2018
| Any  | Equip   | 1      | 2     | 3     | 4     | 5      | 6     | 7      | 8     | 9      | 10     | 11    | 12    | 13    | 14    | 15    | 16    | 17     | 18    | Punts | Posició |
| ---- | ------- | ------ | ----- | ----- | ----- | ------ | ----- | ------ | ----- | ------ | ------ | ----- | ----- | ----- | ----- | ----- | ----- | ------ | ----- | ----- | ------- |
| 1996 | Honda   | SPA -  | GBR 6 | IRL 9 | USA 4 | CAN 10 | FRA 8 | ITA 11 | GER 8 | CZE 13 | BEL 9  |       |       |       |       |       |       |        |       | 67    | 7è      |
|      |         |        |       |       |       |        |       |        |       |        |        |       |       |       |       |       |       |        |       |       |         |
| 2001 | Honda   | SPA 10 | SPA 3 | POR 2 | POR 3 | BEL 1  | BEL 3 | JAP 2  | JAP 2 | USA 3  | USA 3  | ITA 2 | ITA 3 | FRA 8 | FRA 2 | AND 4 | AND 4 | CZE 7  | CZE 5 | 255   | 2n      |
|      |         |        |       |       |       |        |       |        |       |        |        |       |       |       |       |       |       |        |       |       |         |
| 2005 | Honda   | POR 5  | SPA 4 | JAP 1 | JAP 3 | USA 2  | USA 1 | AND 4  | FRA 5 | FRA 8  | ITA 2  | ITA 1 | GBR 2 | GER 8 | GER 3 | BEL 3 |       |        |       | 220   | 2n      |
| 2006 | Montesa | SPA 6  | POR 1 | USA 6 | USA 5 | JAP 4  | JAP 4 | FRA 2  | ITA 1 | POL 1  | GBR 1  | AND 2 | BEL 4 |       |       |       |       |        |       | 184   | 2n      |
| 2007 | Montesa | SPA 4  | GUA 2 | GUA 3 | FRA 4 | JAP 3  | JAP 3 | ITA 3  | POL 4 | CZE 4  | GBR 3  | AND 5 |       |       |       |       |       |        |       | 155   | 3r      |
| 2008 | Montesa | IRL 3  | IRL 3 | USA 1 | USA 2 | JAP 3  | JAP 3 | FRA 3  | ITA 3 | CZE 3  | SWE 3  | POR 4 | SPA 4 |       |       |       |       |        |       | 183   | 3r      |
| 2009 | Montesa | IRL 3  | IRL 5 | POR 6 | GBR - | GBR 4  | JAP 2 | JAP 2  | ITA 2 | AND 4  | SPA 2  | FRA 2 |       |       |       |       |       |        |       | 147   | 3r      |
| 2010 | Montesa | SPA 4  | POR 4 | POR 1 | JAP 4 | JAP 4  | GBR 3 | GBR 1  | FRA 2 | RSM 5  | ITA 3  | CZE 5 |       |       |       |       |       |        |       | 161   | 3r      |
| 2011 | Montesa | GER 3  | FRA 5 | FRA 4 | SPA 4 | AND 2  | ITA 3 | GBR 3  | JAP 3 | JAP 2  | FRA 5  | FRA 4 |       |       |       |       |       |        |       | 155   | 3r      |
| 2012 | Montesa | FRA 5  | FRA 4 | AUS 4 | AUS 3 | JAP 4  | JAP 3 | SPA 5  | SPA 4 | AND 3  | AND 5  | ITA 2 | GBR 2 | GBR 6 |       |       |       |        |       | 174   | 5è      |
| 2013 | Montesa | JAP 4  | JAP 1 | AUS 5 | AUS 3 | AND 5  | AND 5 | SPA 4  | ITA 3 | SPA 6  | GBR 2  | GBR 4 | FRA 6 | FRA 6 |       |       |       |        |       | 169   | 5è      |
| 2014 | Montesa | AUS 1  | AUS 6 | JAP 3 | JAP 4 | EUR -  | EUR 6 | ITA 6  | BEL 4 | GBR 5  | GBR 5  | FRA 6 | SPA 5 | SPA 5 |       |       |       |        |       | 145   | 5è      |
| 2015 | Montesa | JAP 4  | JAP 2 | CZE 6 | CZE 4 | SWE 3  | SWE 5 | GBR 7  | GBR 6 | FRA 3  | FRA 4  | AND 8 | AND 5 | USA 6 | USA 5 | POR 8 | POR 9 | SPA 10 | SPA 7 | 196   | 5è      |
| 2016 | Montesa | SPA 7  | SPA 5 | JAP 3 | JAP 3 | GER 4  | GER 5 | AND 3  | AND 6 | FRA 2  | FRA 1  | BEL 5 | GBR 5 | GBR 5 | ITA 6 | ITA 5 |       |        |       | 190   | 3r      |
| 2017 | Montesa | SPA 5  | JAP 3 | JAP 5 | AND 5 | FRA 4  | GBR 2 | USA 8  | USA 7 | CZE 5  | ITA 10 |       |       |       |       |       |       |        |       | 112   | 5è      |